# Alexander Nasmyth

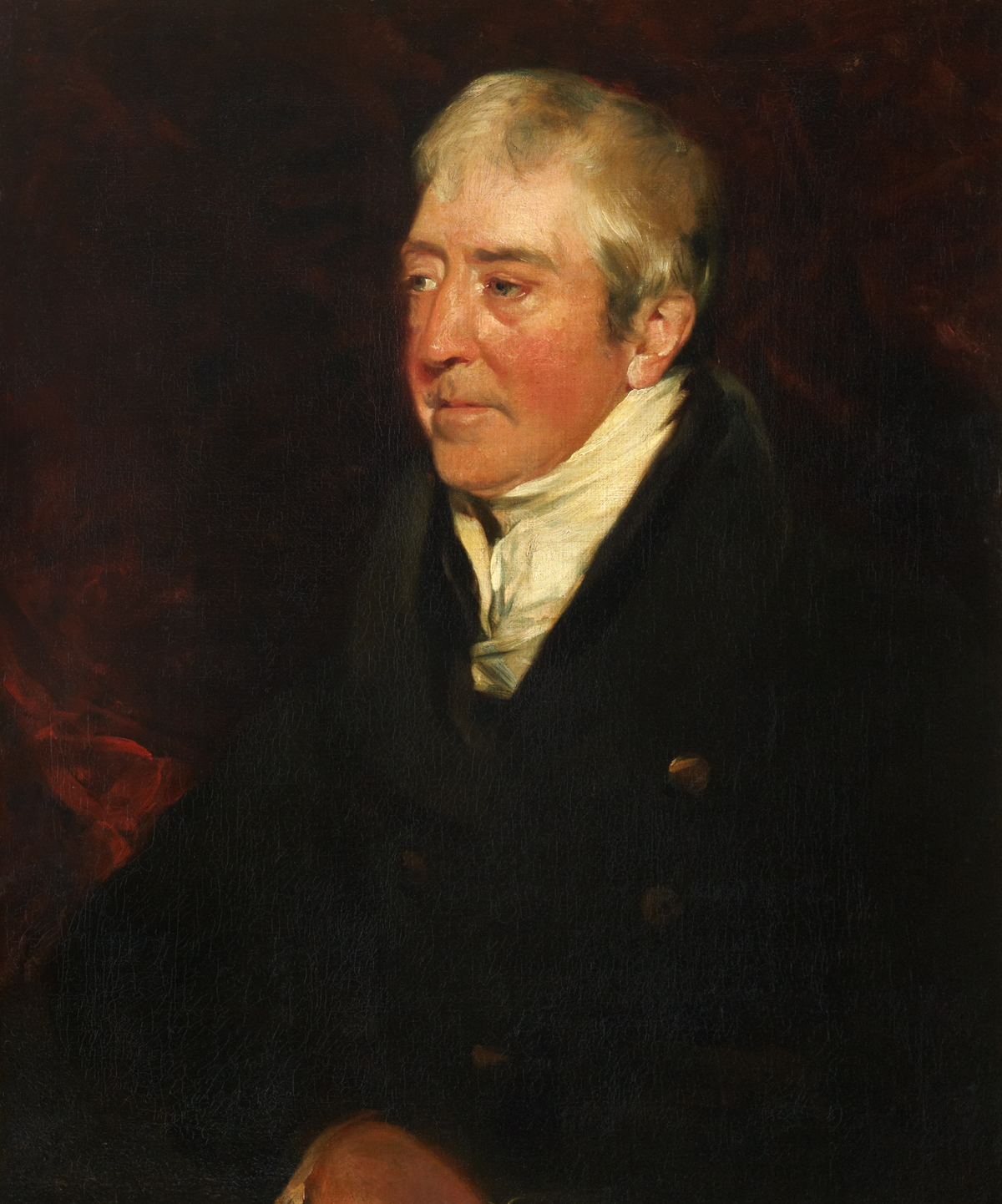
Alexander Nasmyth por Andrew Geddes

Alexander Nasmyth (9 de septiembre de 1758, Edimburgo - 10 de abril de 1840, Edimburgo) fue un pintor escocés. Trabajó principalmente en Edimburgo, pero fue alumno y asistente en el estudio de Allan Ramsay en Londres entre 1774 y 1778, y en 1782–4 visitó Italia. Allí se interesó en la pintura paisajista y el retrato, que finalmente se hizo cargo del retrato como su principal preocupación. En sus paisajes mezcló elementos clásicos derivados de Claude con observación naturalista y se convirtió en el fundador de la tradición del paisaje escocés, influyendo en muchos pintores más jóvenes.

## Biografía
Nasmyth nació en el Grassmarket de Edimburgo, hijo de un adinerado constructor. Fue educado en la Royal High School de Edimburgo y en la Academia de Fideicomisarios, fue aprendiz de un entrenador de coches. En 1774, cuando todavía tenía solo dieciséis años, su talento fue descubierto por el artista Allen Ramsay, quien le ofreció a Alexander trabajar en su estudio de Londres. Mientras estuvo allí, Alexander logró lo suficiente como para confiar en terminar el trabajo en las propias pinturas de Ramsay.

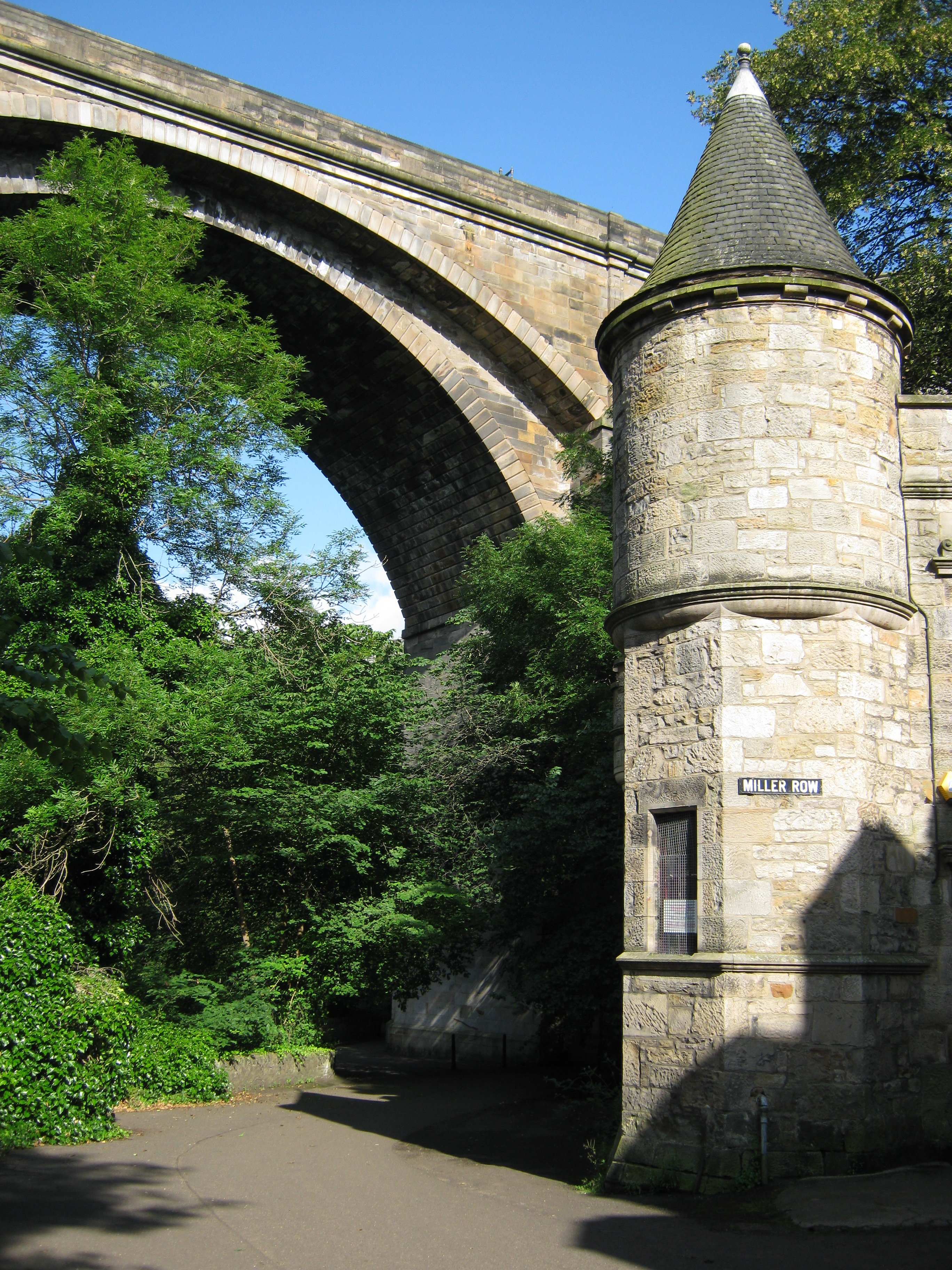
Puente en Dean Village, Edimburgo

Regresó a Edimburgo en 1778 y rápidamente se vio demandado como retratista. También ayudó a Patrick Miller de Dalswinton produciendo dibujos técnicos para el bote de vapor impulsado por paletas de Miller, e hizo un retrato familiar para Miller. A cambio, Miller le prestó a Alexander suficiente dinero para ir a Italia, donde viajó por todo el país estudiando arte italiano desde 1782 hasta 1784. En Italia dedicó la mayor parte de su atención a la pintura de paisajes, y se registra que copió una obra de Claude.
A su regreso a Edimburgo, Nasmyth cambió su producción a paisajes de Escocia, producidos en un estilo muy italiano.Pintó algunas obras al estilo de Ramsay, pero la mayoría eran piezas de conversación con escenarios al aire libre. Su trabajo fue alentado por el poeta Robert Burns (cuyo retrato también pintó), y los dos a menudo caminaban juntos por áreas escénicas del centro y sur de Escocia. Eventualmente, las fuertes opiniones liberales de Nasmyth ofendieron a muchos de sus mecenas aristocráticos en un Edimburgo políticamente cargado, lo que provocó una caída en las comisiones por retratos y en 1792 abandonó por completo el género, en cambio, se dedicó a la pintura de paisajes. También comenzó a pintar escenarios para teatros, una actividad que continuó durante los siguientes treinta años, y en 1796 pintó un panorama.
Sus paisajes son todos lugares reales, y la arquitectura suele ser un elemento importante. Algunas obras fueron pala ilustrar los efectos que tendrían los nuevos edificios en el área, como Inveraryfrom the Sea, pintada para que el duque de Argyll le muestre al escenario un faro propuesto.
Nasmyth tenía un gran interés en la ingeniería y propuso varias ideas que luego se utilizaron ampliamente, aunque nunca patentó ninguna de ellas. En octubre de 1788, cuando Patrick Miller navegó el primer barco de vapor exitoso del mundo, diseñado por William Symington, en Dalswinton Loch, Nasmyth era uno de los miembros de la tripulación.

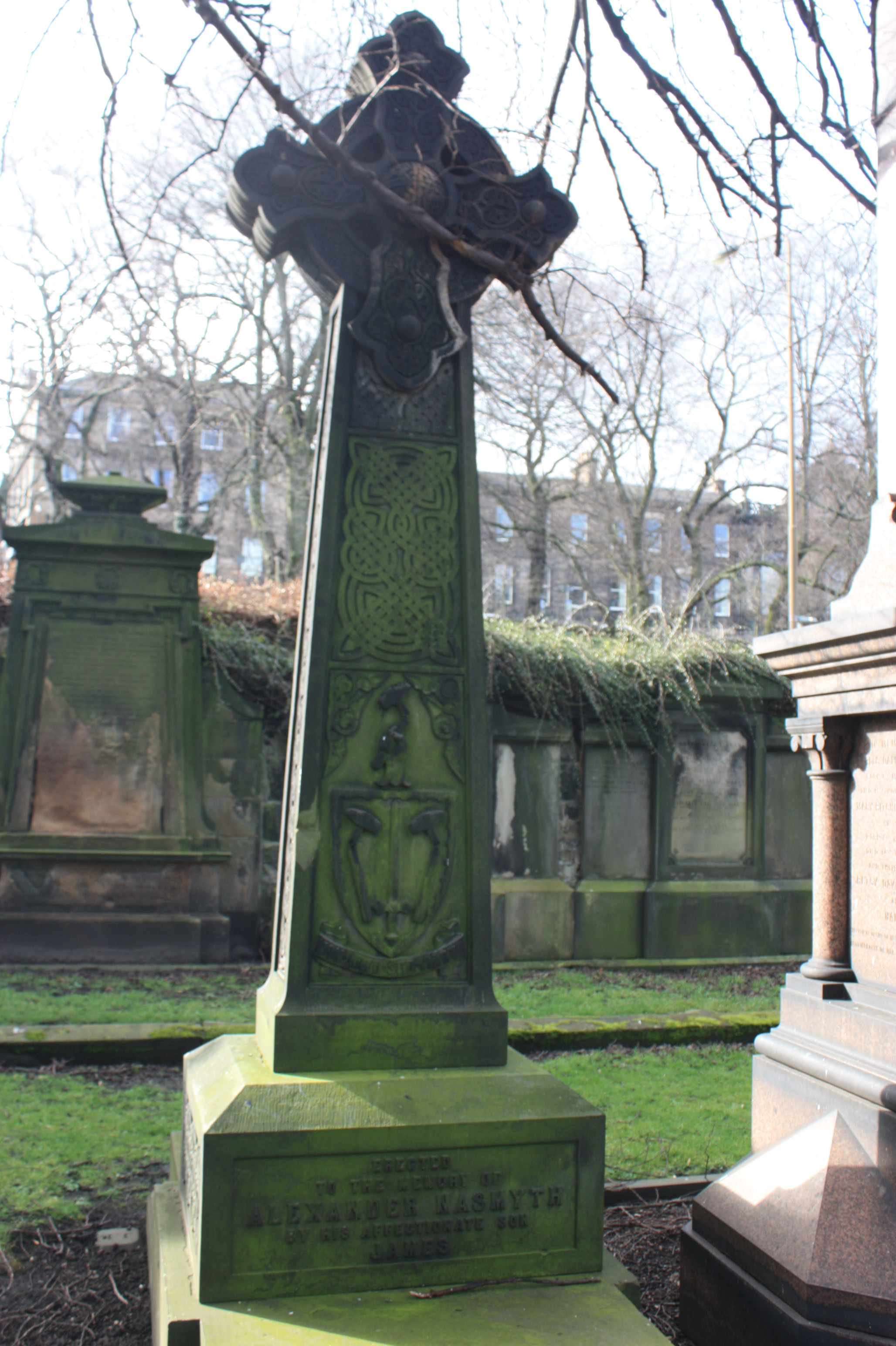
Tumba de Alexander Nasmyth en el cementerio St Cuthbert's, Edimburgo

Fue empleado por miembros de la nobleza escocesa en la mejora y embellecimiento de sus propiedades. Diseñó el templo circular que cubre el pozo de San Bernardo junto al agua de Leith (1789), y los puentes en Almondell, West Lothian y Tongland, Kirkcudbrightshire. En 1815 fue uno de los invitados a presentar propuestas para la expansión de la Ciudad Nueva de Edimburgo.
El estilo de pintura paisajística de Nasmyth evolucionó desde sus comienzos italianos bajo la influencia de los paisajes holandeses, y como resultado del trabajo de los contemporáneos. También estableció una escuela de paisajismo en su casa en 47 York Place en Edimburgo e "inculcó a toda una generación la importancia del dibujo como herramienta de investigación empírica"; sus alumnos incluyeron a David Wilkie, David Roberts, Clarkson Stanfield y John Thomson de Duddingston; y probablemente fue de él que John James Ruskin (padre de John Ruskin) aprendió a pintar cuando era niño en Edimburgo a fines de la década de 1790.Otro alumno exitoso fue el pintor, maestro, comerciante de arte y conocedor Andrew Wilson, quien recibió su primer entrenamiento de arte con Nasmyth. Nasmyth no solo fue la tutora de la polímata Mary Somerville, sino que también le presentó a los principales intelectuales de Edimburgo. Como profesor, fue muy innovador al insistir en que sus alumnos dibujaran escenas reales al aire libre, en lugar de simplemente reproducir dibujos o pinturas existentes. Nasmyth también desarrolló una actividad secundaria en arquitectura, siendo responsable del Puente Dean en Edimburgo y de la estructura similar a un templo en la cima del Pozo de San Bernardo en Stockbridge.
Cuando Alexander Nasmyth murió en Edimburgo en 1840, su cuerpo fue enterrado en St Cuthbert's Churchyard, dejó un legado significativo en la forma de sus retratos y paisajes, y en las carreras de aquellos a quienes había enseñado.

## Familia
Fue el segundo hijo de Michael Nasmyth, quien fue un exitoso constructor en Grassmarket, Edumburgo. Su cónyuge y madre de sus 9 hijos fue Barbara Fouils, sus hijas, Jane, Barbara, Charlotte, Margaret, Elizabeth y Anne siguieron los pasos de su padre al convertirse en pintoras paisajistas. De sus 3 hijos, solo Patrick dedicó su vida a la pintura, este tuvo gran auge en Londres, James, quien desarrolló el martillo pilón de vapor y George fueron ingenieros y juntos crearían Nasmyth, Gaskell and Co, La compañía era un fabricante de locomotoras cerca de la ciudad de Eccles.

## Galería de obras

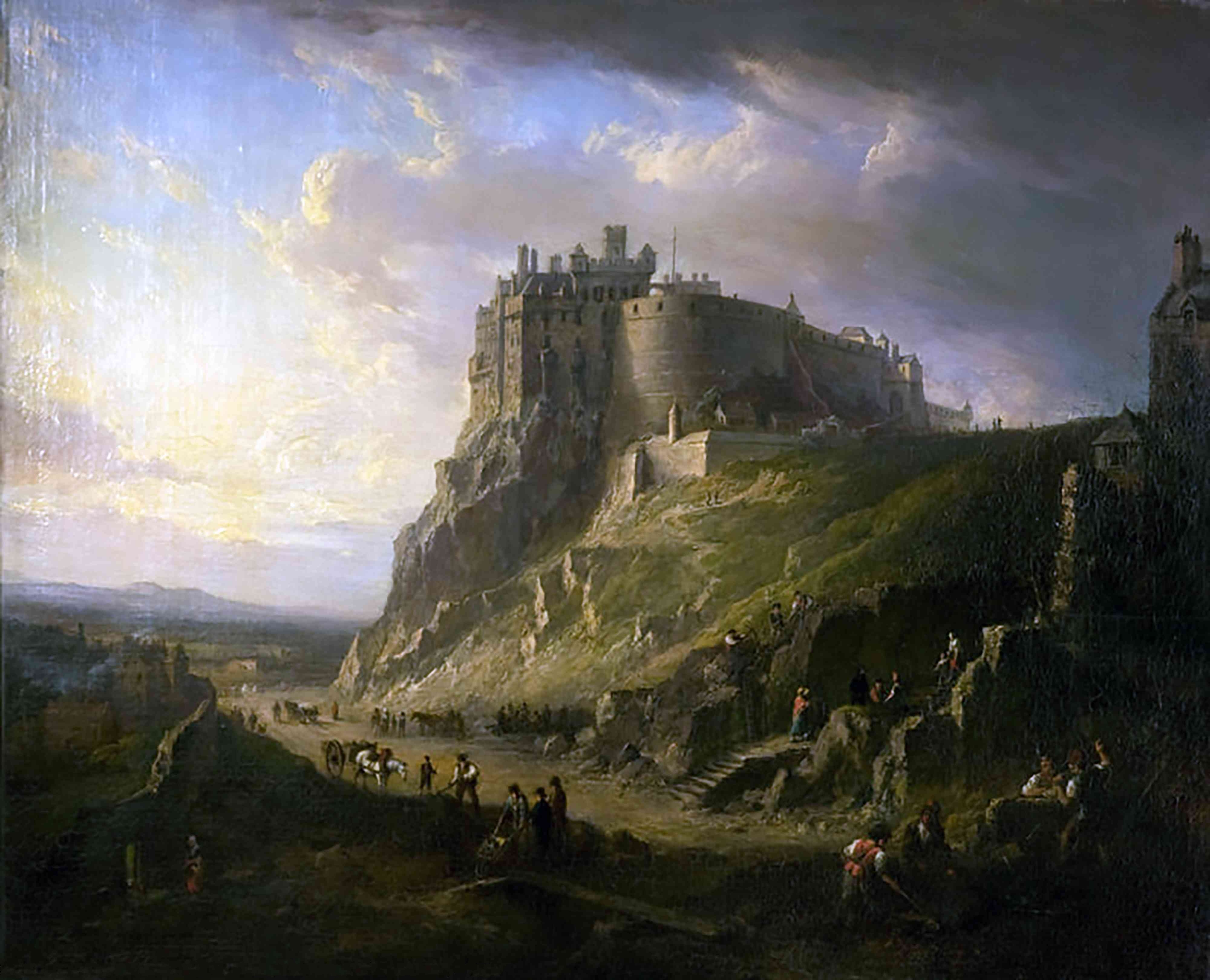
View of Edinburgh Castle, Castillo Brodick Castillo Brodick Castillo Brodick
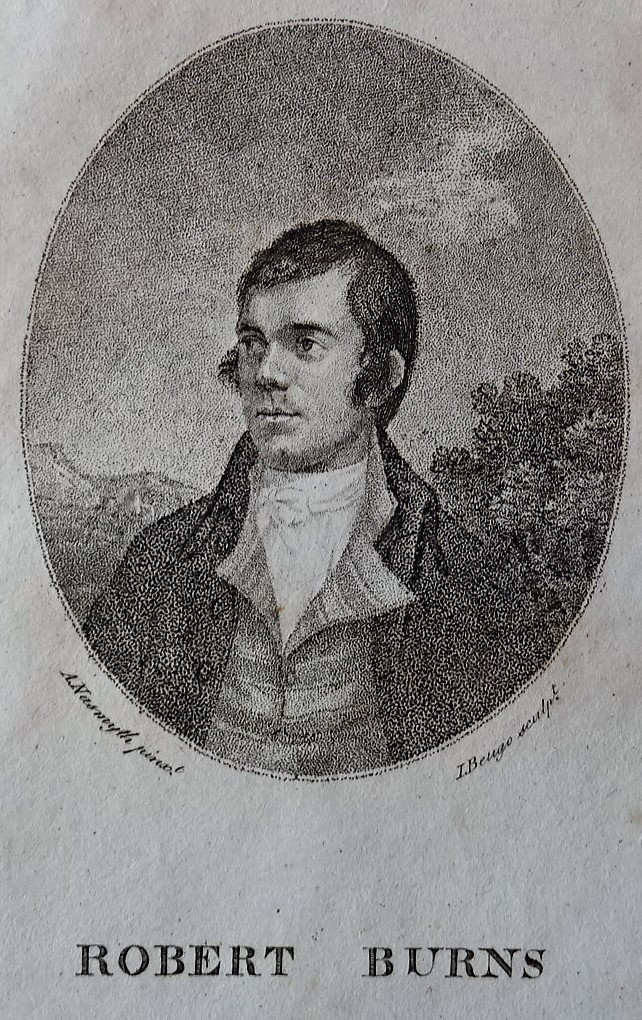
Robert Burns (1821-1822), Galeria Nacional de Retratos Galería Nacional de Retratos
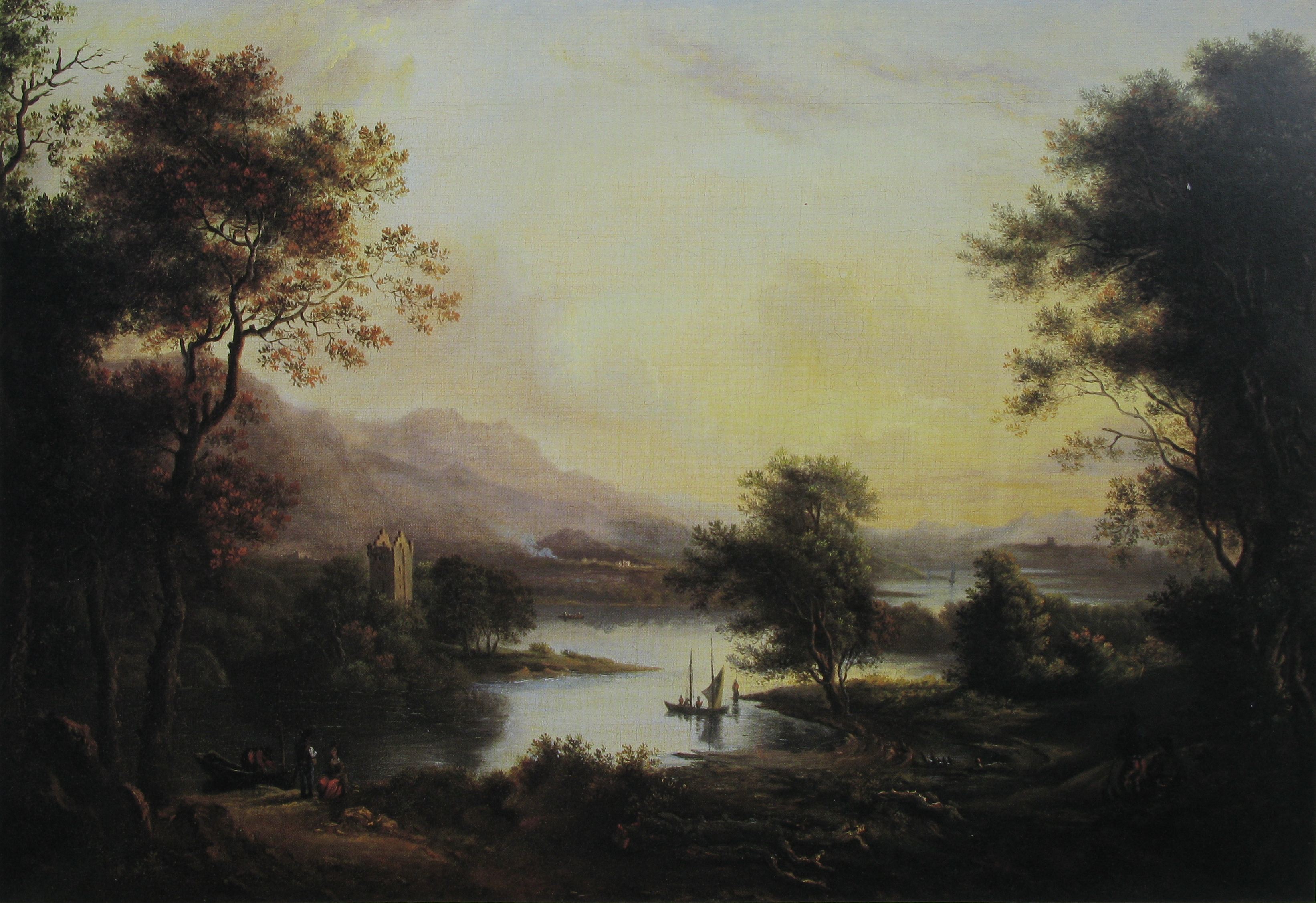
Highland Loch, Colección Privada, colección privada
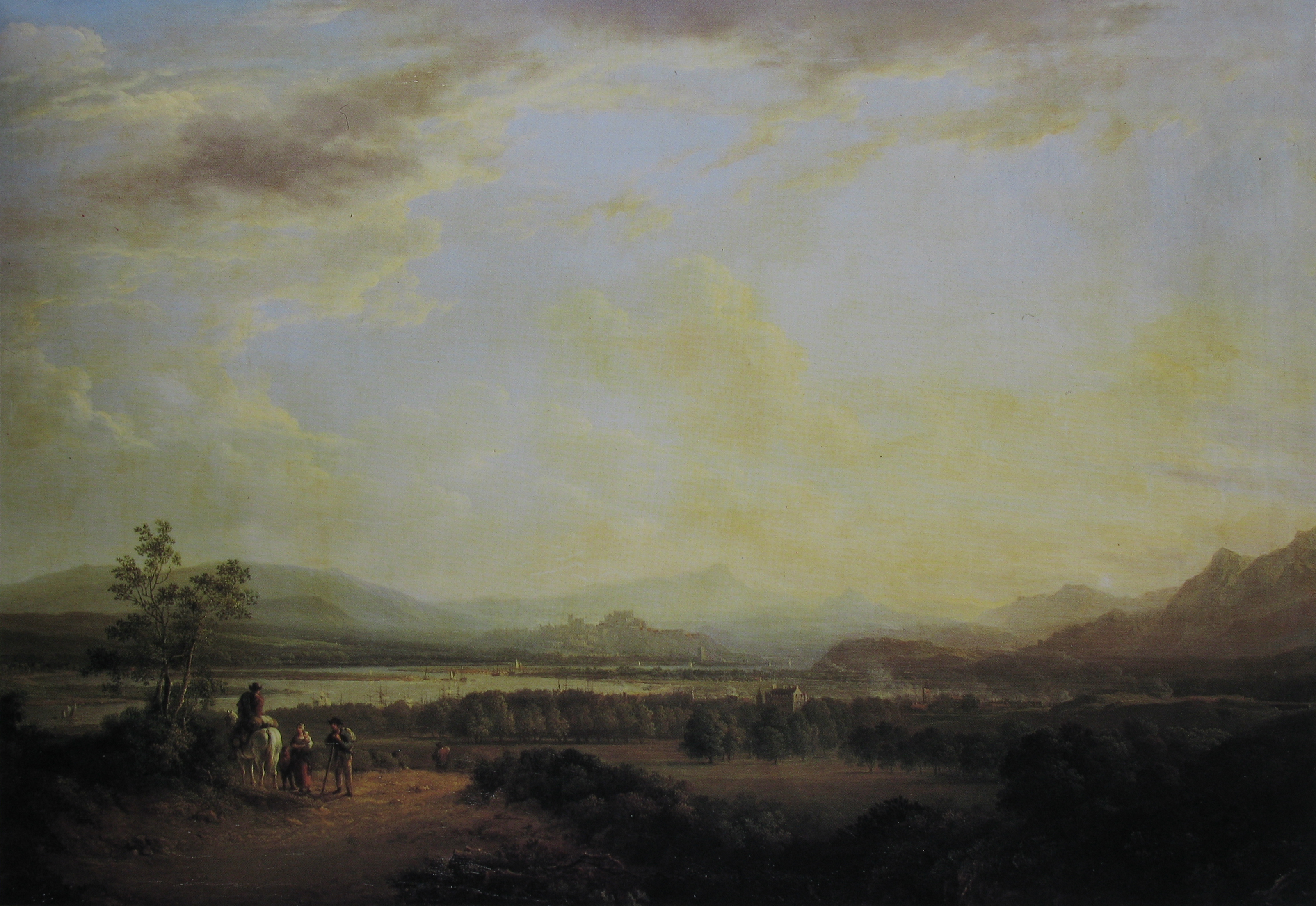
Stirling, Galeria Stirling, Galeria Stirling
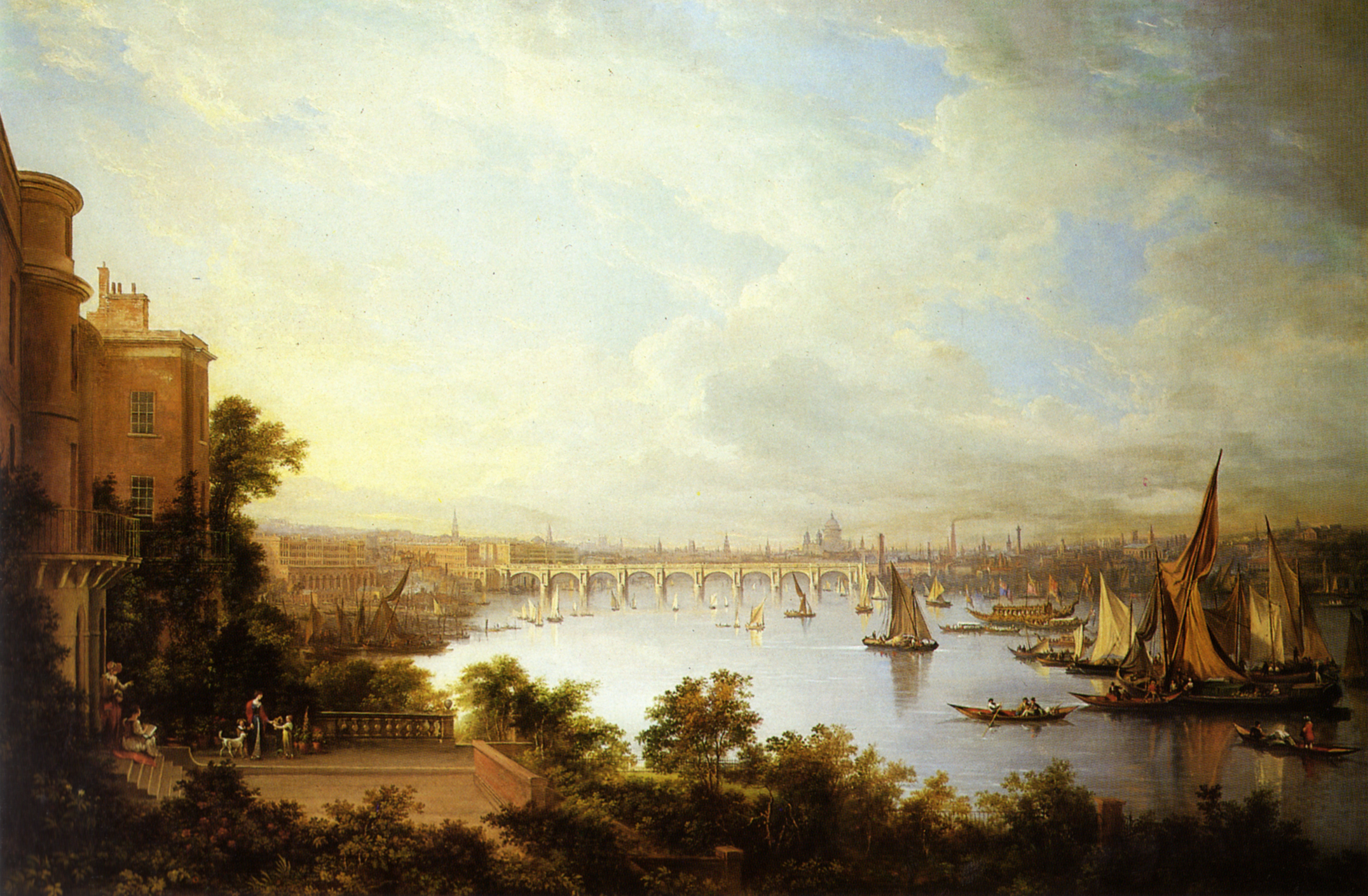
Prospect of London (1826), Colección Privada
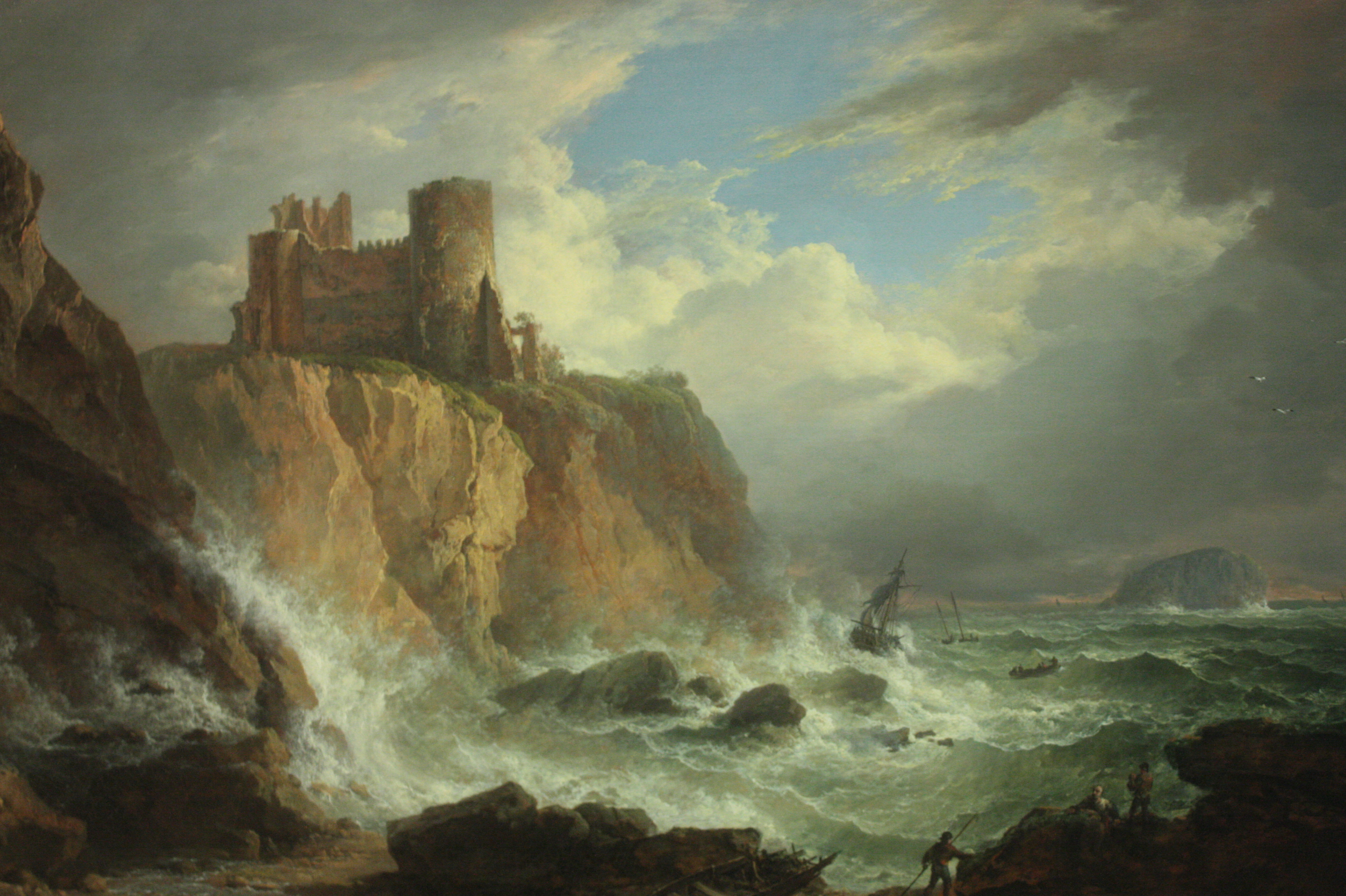
View of Tantallon Castle and the Bass Rock (1816), Galería Nacional de Escocia
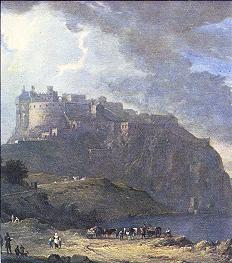
Edinburgh Castle and the Nor’ Loch, Galería Nacional de Escocia
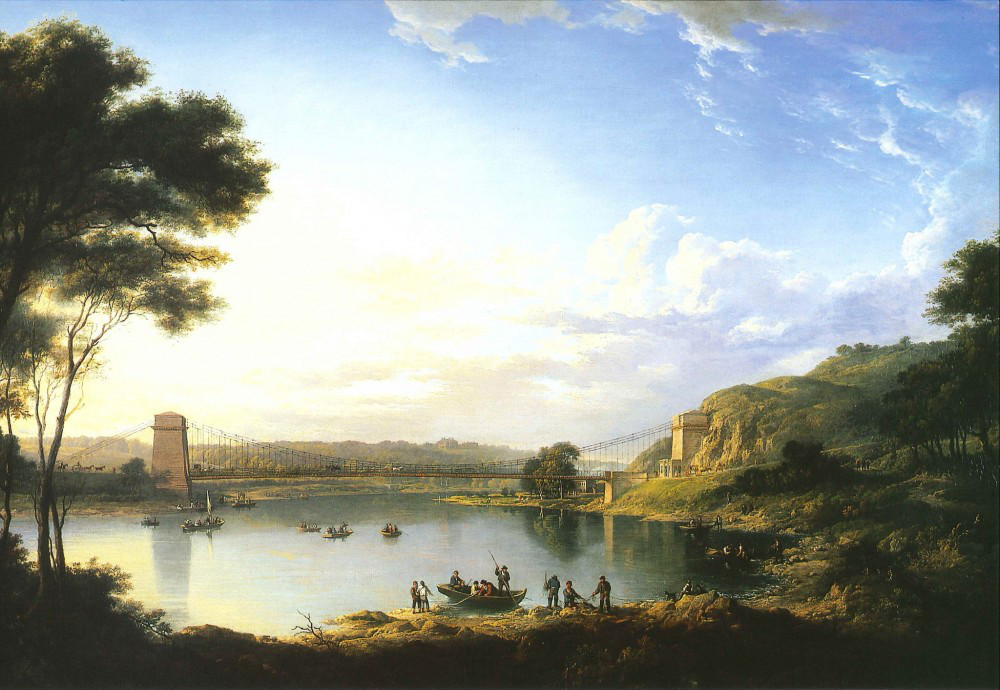
Construction of the Union Bridge over the Tweed
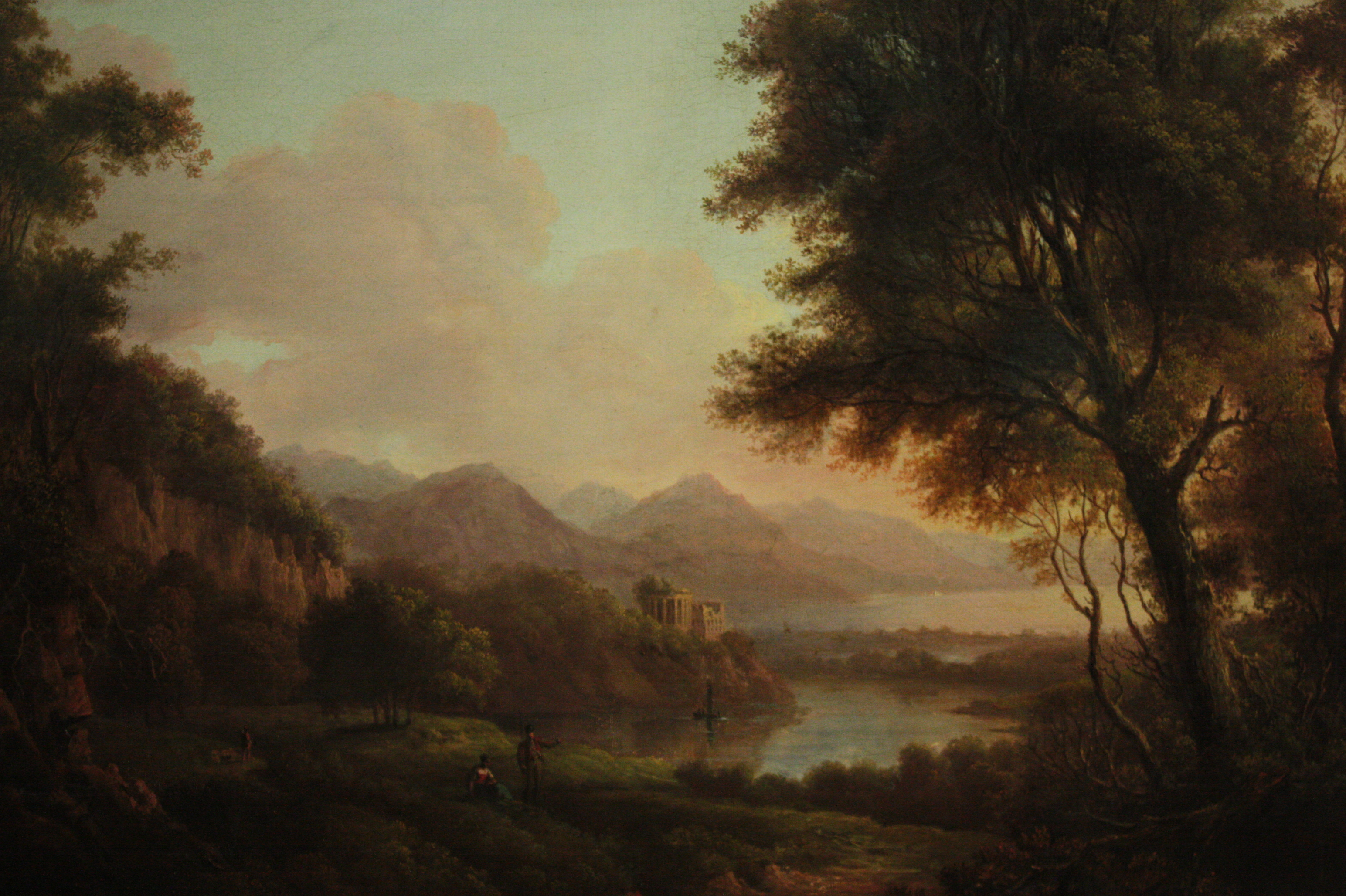
Loch Katrine (1810), colección privada
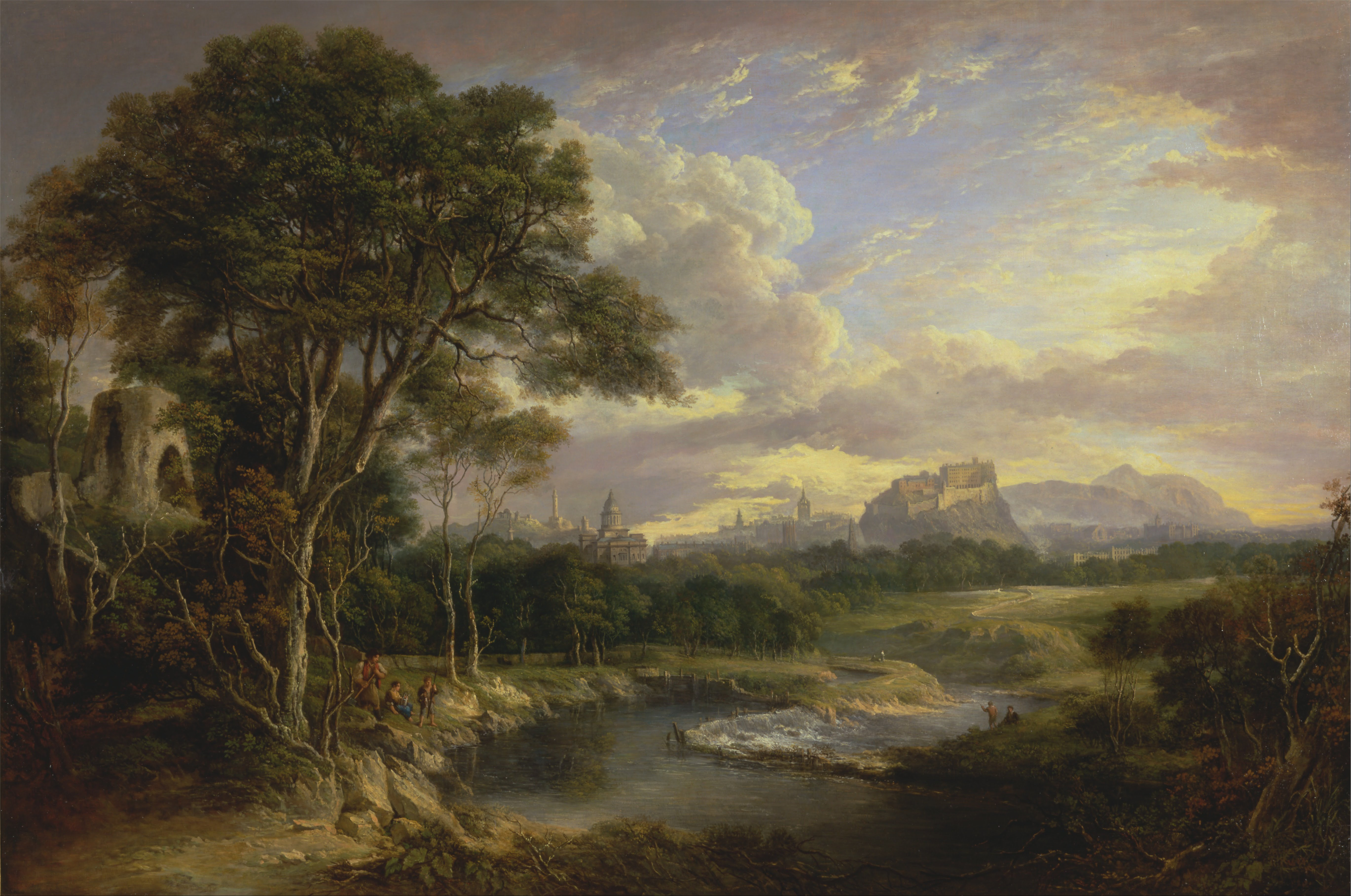
View of the City of Edinburgh, colección privada
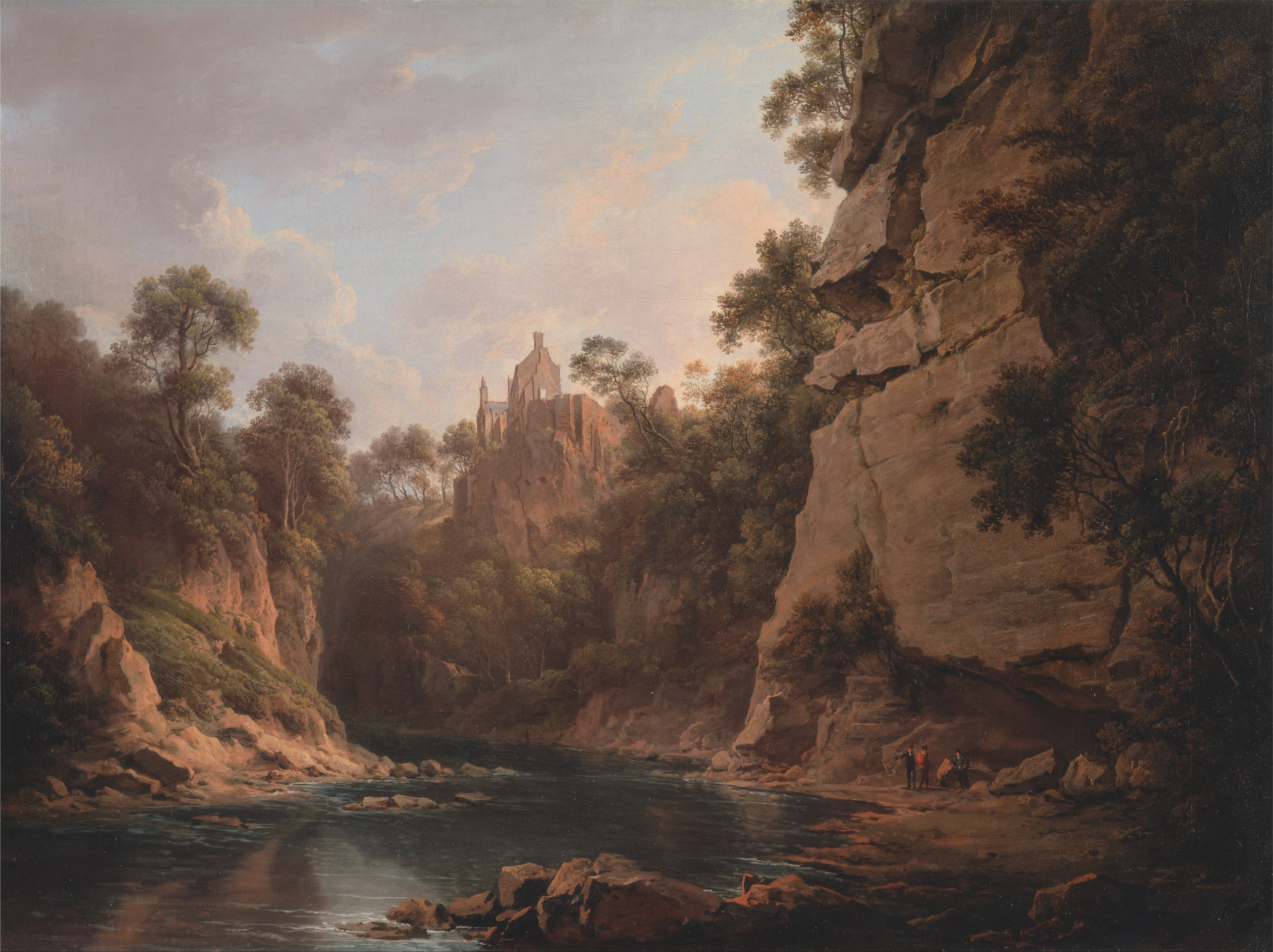
Hawthornden Castle, near Edinburgh (1820-1822), Centro Yale de Arte Británico
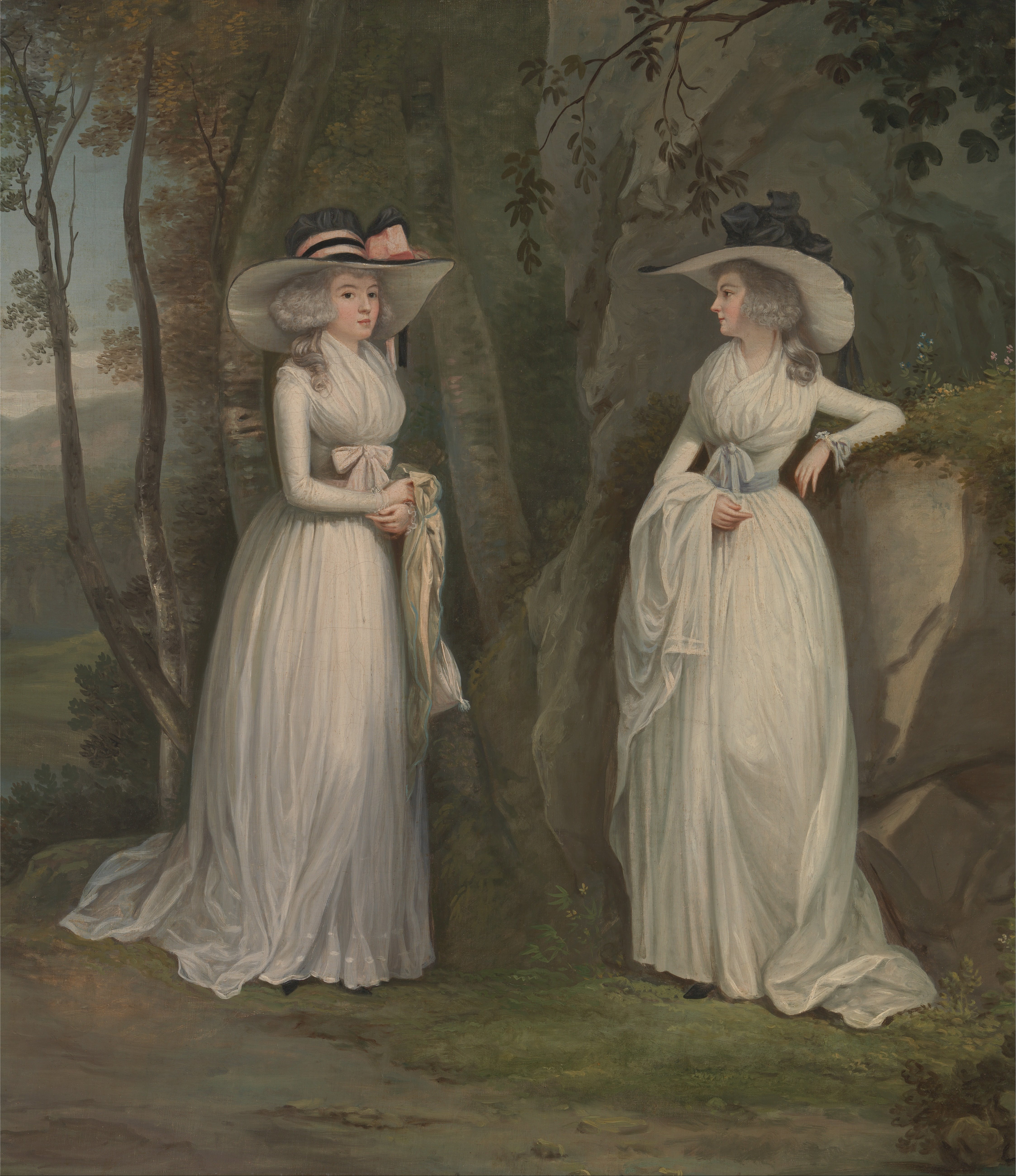
Eleanor and Margaret Ross (1785-1790), Centro Yale de Arte Britanico
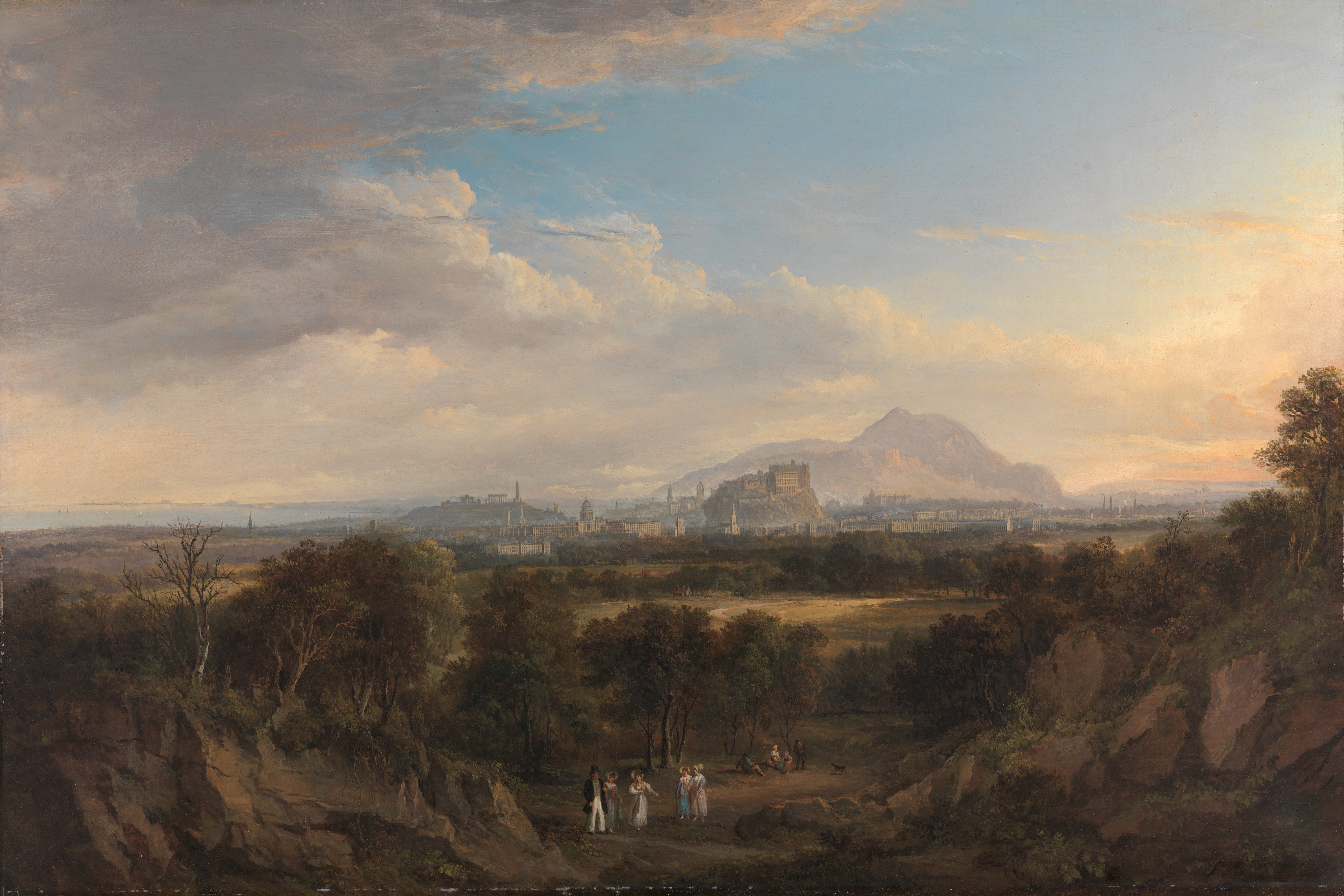
A View of Edinburgh from the West, colección privada
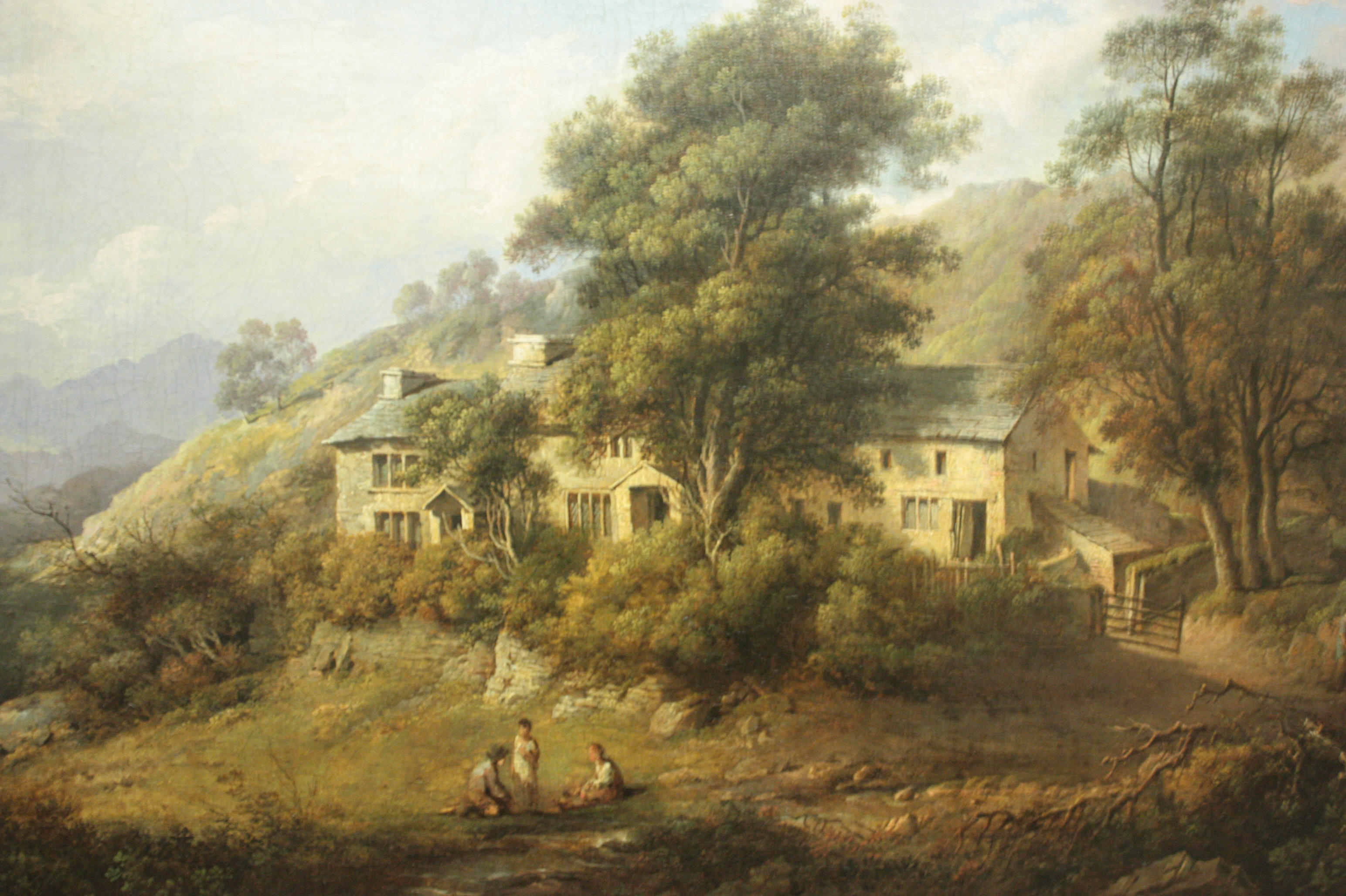
Wilson's house, Elleray, colección privada
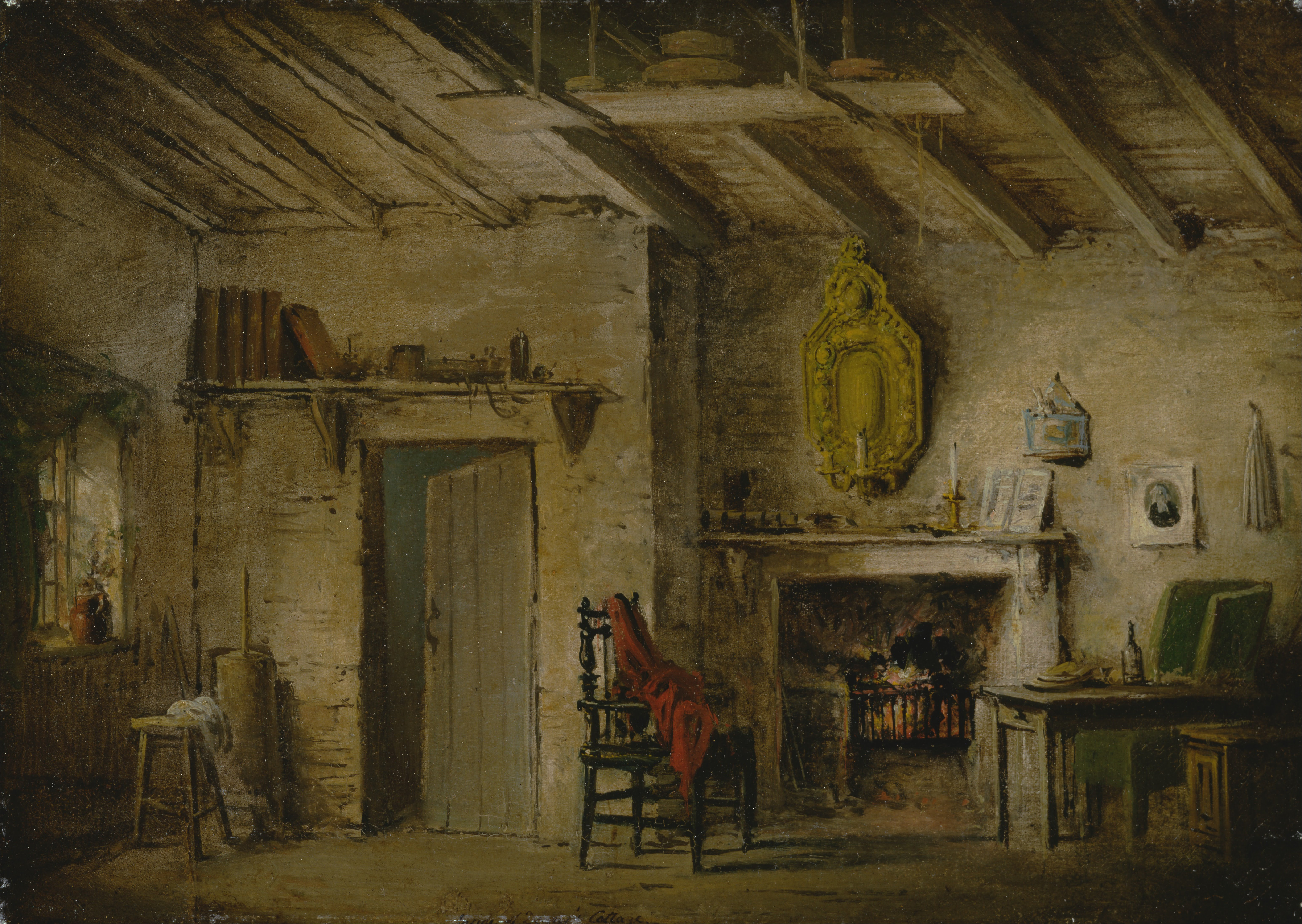
Stage Desing for Heart of Midlothian; Deans’ Cottage (1819), Centro Yale de Artes Británicas
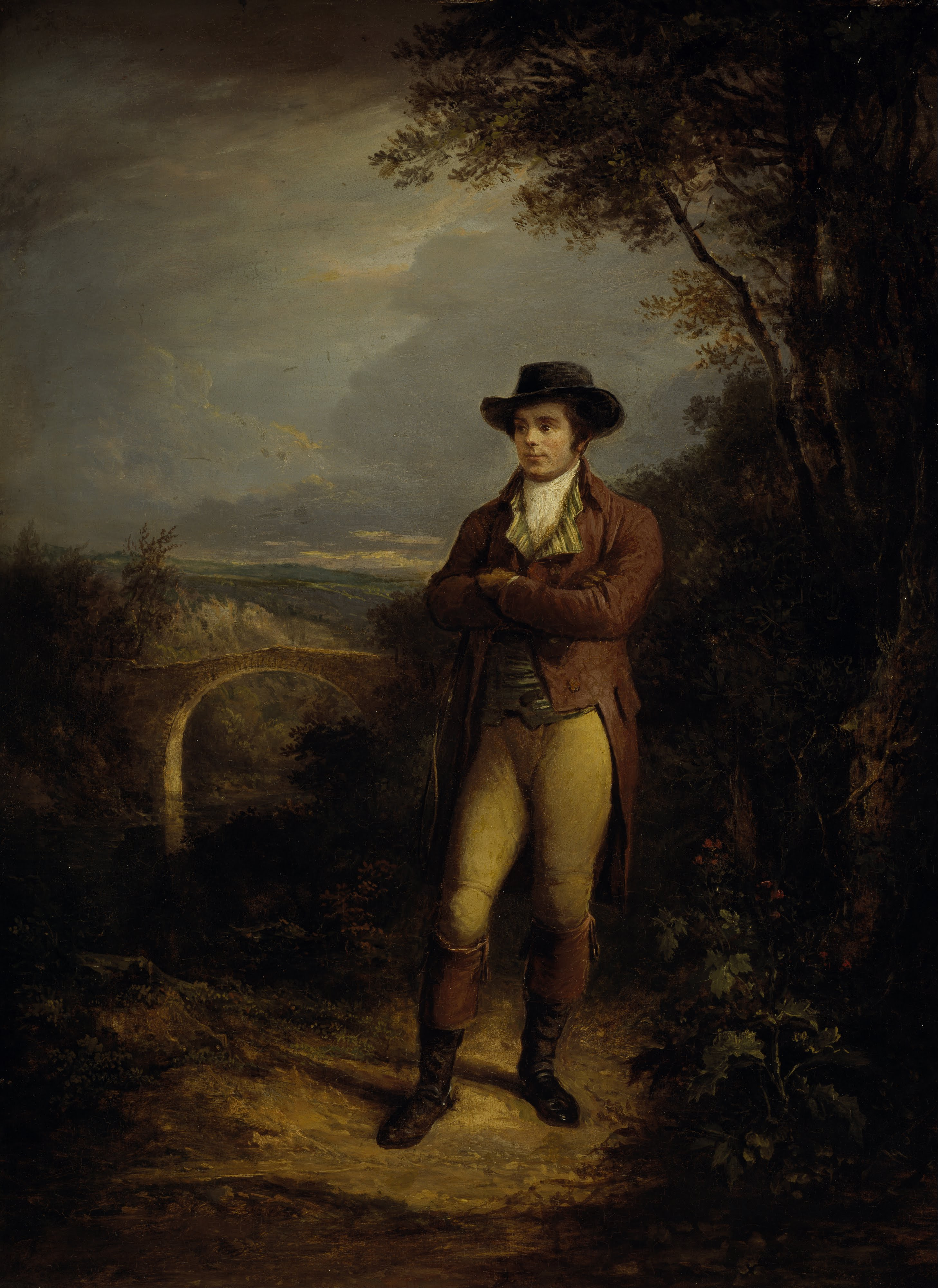
Robert Burns, Poet (1828), Galería Nacional de retratos
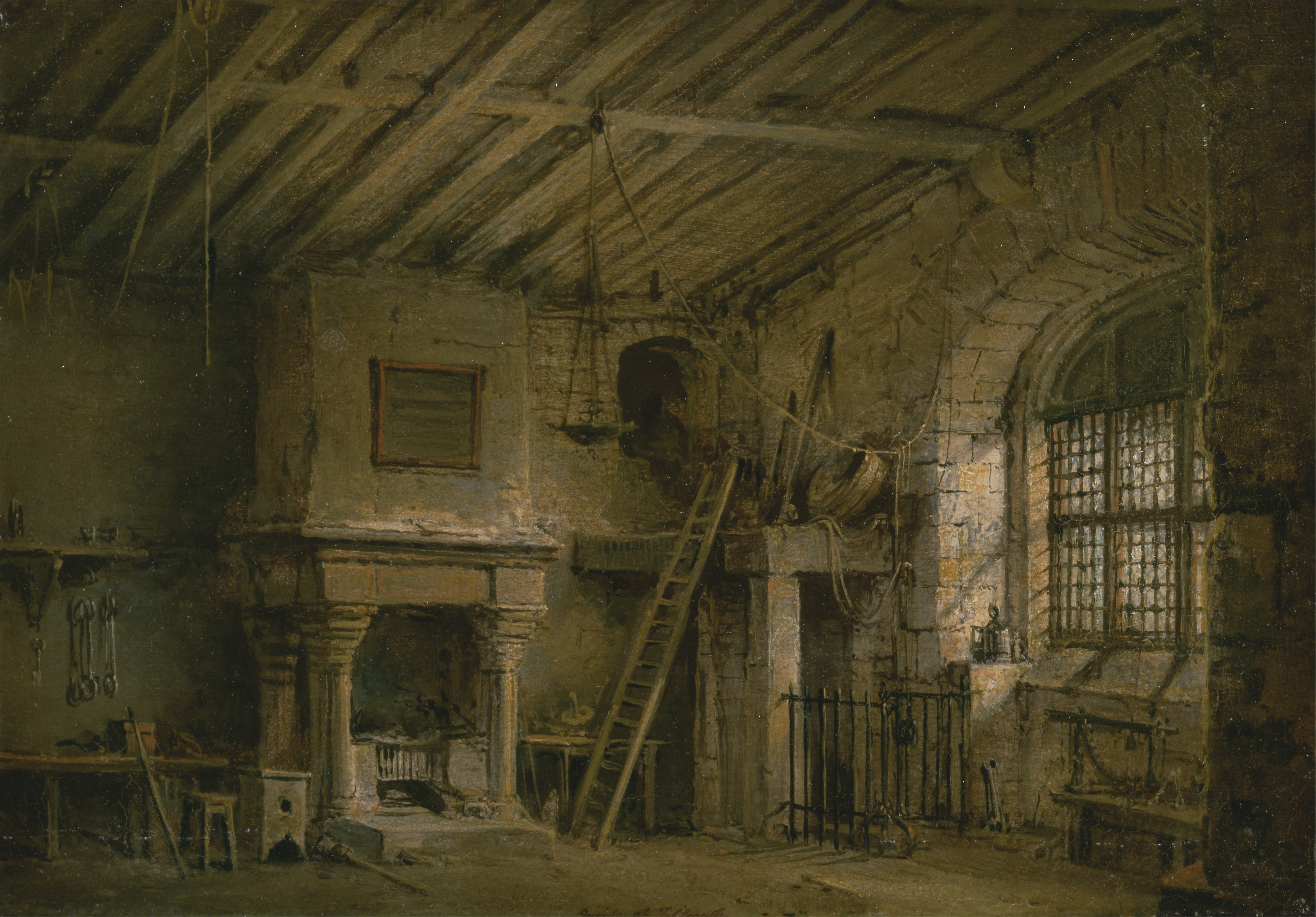
Stage Desing for Heart of Midlothian; The Tolbooth (1819), Centro Yale de Artes Británicas
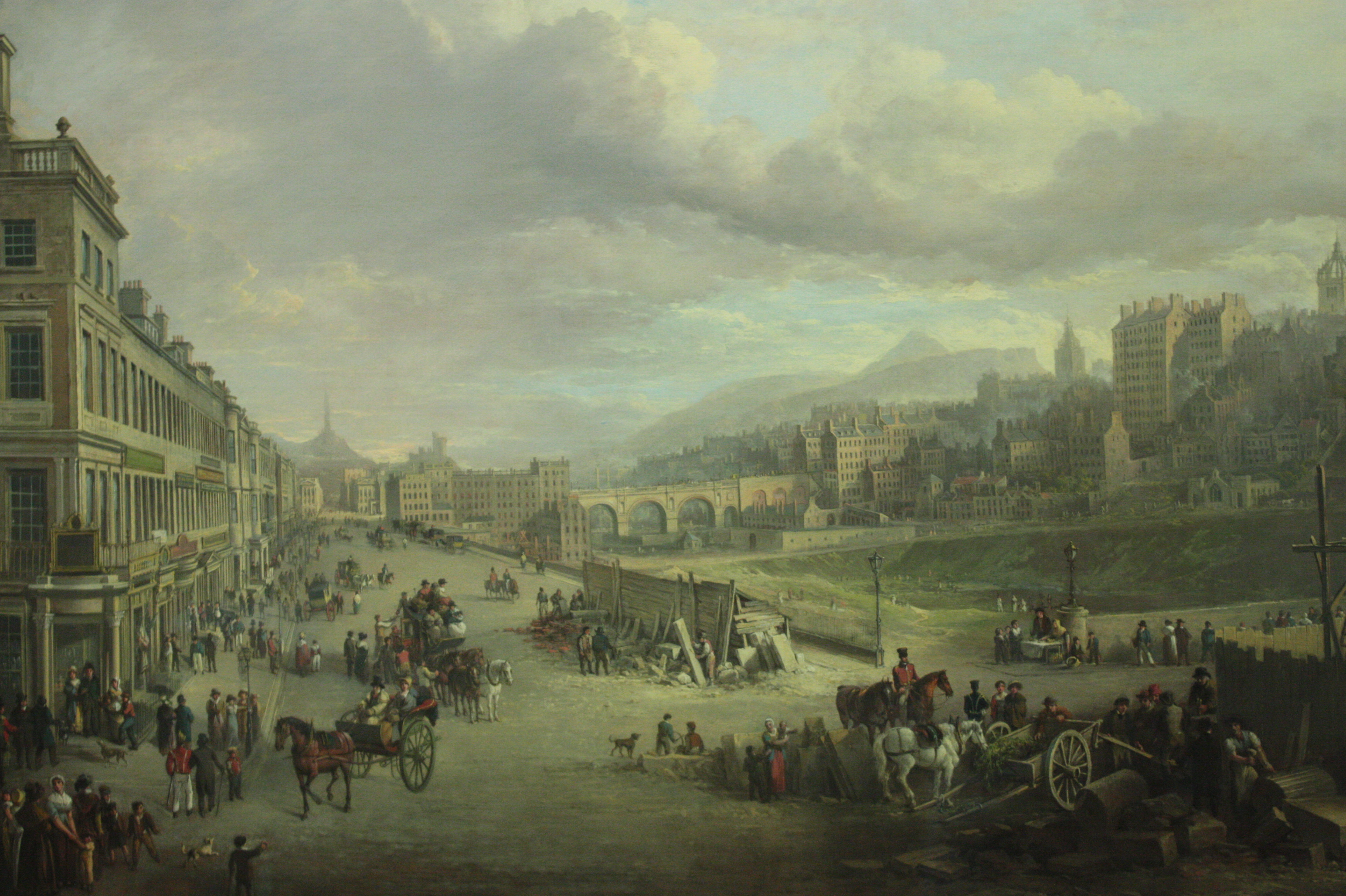
Princes Street with the Commencement of the Build of the Royal Institution (1825), Galería Nacional-Escocia